# Крылышкино (озеро, Свердловская область)
Крылышкино (Крылышково, Вагран, Вагранское, Вагран-озеро) — озеро на северо-западе Волчанского городского округа в Свердловской области России.
Располагается в 8,5 км севернее посёлка Сосновка, на высоте 210,3 м над уровнем моря посреди смешанных лесов с преобладание берёзы и сосны в болотистой местности Петропавловского участкового лесничества Карпинского лесничества. Площадь озера — 2,5 км². Проточное: c юго-западной стороны впадает несколько ручьёв; из северной оконечности вытекает Исток, правый приток среднего течения реки Вагран в бассейне Сосьвы.
Ихтиофауна представлена щукой, окунём, чебаком, карасём.